# 加拿大广场一号
加拿大广场一号（英語：One Canada Square）是位于英国陶尔哈姆莱茨区伦敦自治市金丝雀码头的一座摩天大厦。从1991年完工時，以50层樓、235米的高度，成為当时倫敦最高（也是英国最高）的建筑物。直到2010年被位于伦敦桥附近，樓高309.6米的碎片大厦超越，碎片大厦于2012年完工。